# ローレンス・ブラッド
ローレンス・ブラッド (Laurence Blood) は、SNKの対戦型格闘ゲーム『餓狼伝説』シリーズに登場する架空の人物。

## キャラクター設定
『餓狼伝説2』（以下『餓狼2』と表記）にて初登場する。武器を用いず、素手で牛を倒すほどの強さを持つ闘牛士。かつては英雄的存在だったが、その冷酷なパフォーマンスから次第に疎まれるようになったところをヴォルフガング・クラウザーからスカウトされ、彼の配下となる。
『餓狼2』と『餓狼伝説スペシャル』（以下『餓狼SP』と表記）での登場ステージはスペインのパンプローナで、背景に闘牛がひっきりなしに走り続ける闘牛場で戦う（ライン移動ができず、ライン飛ばし攻撃を食らうと闘牛にぶつかって追加ダメージを受け、手前のラインに戻される）。これらの2作品ではビリー・カーン、アクセル・ホークとともに三闘士の1人としてプレイヤーの前に立ちはだかる。『餓狼SP』のローレンスのステージにて、夜以外のラウンドで残り時間がゾロ目（「00」秒は不可）のときに勝負が決する（ダブルKO可）と、闘技場の上にヒヨコが集団で現れる。夜のラウンドだと花火が上がるため、ヒヨコは現れない。
『リアルバウト餓狼伝説SPECIAL』（以下『RBS』と表記）にて再登場を果たす。三闘士の中で唯一クラウザーのもとに残り、設定上でもシュトロハイム城（クラウザーの邸宅）の警備隊長を務めているが、『餓狼SP』と『RBS』での本人のエンディングではクラウザーの地位を狙っている。『RBS』のクラウザーのエンディングでは、力を抑えられなくなったクラウザーの技の試し相手にされて悲鳴を揚げるという悲惨な目に遭う。また、同作では対象が闘牛から人間に変わってもなお凄惨過ぎる戦いぶり（ローレンス本人曰く「やり過ぎてしまう」）から、主であるクラウザー以外に止める存在はいないとされている。
『リアルバウト餓狼伝説2』（以下『RB2』と表記）を最後に出演は無い。かつて三闘士だったビリーに対しては『餓狼SP』においてギース・ハワードのスパイだったことに怒りを見せていたが、『RBS』以降ではあまり気にしていない。また、同じく三闘士だったアクセルに対しては互いに実力を認め合っている。
『餓狼2』の企画担当によると、モデルはSNKの格闘アクションゲーム『ストリートスマート』に登場するジョン・シュナイダー。また、バルセロナオリンピックを意識してスペイン＝闘牛というイメージになっている。

## 他のメディアでのローレンス
『コミックボンボン』で連載された細井雄二の漫画『餓狼伝説2』ではクラウザーの後釜をひそかに狙い、事故で早世したクラウザーの息子・リヒャルトに容姿が似ていたために拉致されたアンディ・ボガードを殺害しようとして失敗し、クラウザーに側近の座から解任される。その失敗を取り戻そうという焦りから、山田十平衛宅にいたテリー・ボガードたちを襲うが、半ば発狂して敵と手下たちの区別もつかず、サーベルを振り回して十平衛の屋敷を破壊した末、一対一ではテリーに敵わないと見るや戦車で逆襲しようとするも返り討ちに遭う。
『コミックゲーメスト』に不定期連載された『ギース・ハワード外伝』では初代『餓狼伝説』の直後にあたるエピソードで登場。クラウザーの指令でサウスタウンを訪れギース亡き後のギース機関を掌握する。クラウザーが支配する欧州から遠く離れたサウスタウンでクラウザー以上の力を貯えることを目論んでいたが、実は死亡を偽装していたギースの掌の上で踊らされていたに過ぎず、生きていたギースに敗れクラウザーのもとに逃走する。
アニメ『バトルファイターズ 餓狼伝説2』では、不知火舞に必要以上の攻撃を加えてしまったことが仇となり、アンディの怒りを買ってほぼ瞬殺に近い形で敗北する。劇場版『餓狼伝説 -THE MOTION PICTURE-』ではシュトロハイム城にクラウザーの執事だったセバスチャンと共にいたところをラオコーン・ゴーダマスの配下のパーニーと交戦し、超必殺技を放つもまったく敵わず敗北する。なお、いずれの場合とも敗北後は「（相手に対して）強すぎる…」と言っている。

## ゲーム上の特徴
初登場となる『餓狼2』では、判定が強いうえに隙が少ない「ブラッディカッター」、リーチが長く高威力の「ブラッディサーベル」が非常に強力。スーパーファミコンやメガドライブなどの一部家庭用ハードのみ使用可能（なお、ネオジオオンラインコレクション版では不可）。
続編の『餓狼SP』では、「ブラッディスピン」がガードされても跳ね返らなくなり、隙の少ない弱を通常技キャンセルで出して相手を固めることができるが、「ブラッディカッター」の隙が増大したため、ガードされると反撃を受けやすくなった。また、飛距離に優れたジャンプ攻撃が鈍重になったことに加えて、乏しい対空能力とコマンドが難しい超必殺技「ブラッディフラッシュ」も相まって、かつて存在したアーケードゲーム雑誌『ゲーメスト』のダイアグラムでは下位に甘んじた。
再登場作の『RBS』では「ブラッディカッター」の性能が向上して、判定が強くて隙が少ないうえにめくりも簡単にできるようになった。しかし続編の『RB2』では「ブラッディサーベル」や「ブラッディカッター」などに再び弱体化が施された。

## 技の解説

### 特殊技
マタドールキック
避け攻撃。1度上体を引いてから、斜め上に蹴りを繰り出す。攻撃判定の出現が遅いため、対空よりも突進技に対して使うのことが多い。
ヒートサーベル
『RBS』のみの特殊技。前方にサーベルを突き刺す。技の性質は『餓狼SP』までの「ブラッディサーベル」に近い。画面の半分以上のリーチの長さを誇る。『リアルバウト餓狼伝説スペシャル DOMINATED MIND』（以下『RBDM』と表記）では使用しない。
エリアルサーベル
『RBS』のみの特殊技。空中で下方に向かってサーベルを突き刺す。1度技を出すと、着地するまでサーベルを出し続ける。
オーレィ
その場でマントを構え、投げ技以外の全ての攻撃を無効にする避け技。初出は『餓狼2』で、隠し技であった。『餓狼SP』では使用しない。
トルネードキック
『RBS』以降での特殊技。前方へ蹴りを繰り出す。ヒットした相手を別ラインに飛ばす。『餓狼SP』では、奥ラインでのライン飛ばし攻撃であった。

### 通常投げ
マントスルー
『餓狼SP』までの通常投げ。マントで相手を捕えて前方へ投げる。投げた後は間合いが大きく開く。
マントブリーカー
『餓狼SP』までの掴み技。相手をマントで連続で締め上げてから、奥ラインに投げ飛ばす。
フライングバスター
空中の相手を掴んで自分の体の上に持ち上げ、着地時の衝撃で背骨を折って投げ飛ばす。ローレンスに限らず、『餓狼SP』での空中投げは、相手が空中にさえいれば、いかなる状態であっても決めることが可能。『RBS』以降での技名は「マタドールバスター」。
マタドールスラッシュ
『RBS』以降での通常投げ。相手の背後に回りこみ、サーベルで突き刺してダウンさせる。

### 必殺技
ブラッディスピン
技名を叫びながら錐揉み回転して相手に突進する技。『餓狼2』ではガードされると後方に大きく跳ね返り、キム・カッファンの「鳳凰脚」などの突進技で反撃することができた。『餓狼SP』では技の発生が早くなり、ガードされても跳ね返らないだけでなく、そのまま攻めに移行できる。
ブラッディカッター
前方に高速で飛び掛かり、空中で一回転しながらマントを相手に振り下ろす技。『餓狼2』では弱強の区別があり、弱はゆるやかに飛んでいく。ヒット効果は、地上の相手にはのけぞりで、空中の相手に当てるとダウンとなる。『餓狼SP』では弱強の区別が無くなり、ヒット効果がダウンに統一された。動作がより高速になり、相手が飛び道具を出す瞬間を狙って出すなどの戦略が取れたが、ガードされた時の隙が増えた。『RBS』のみ「ブラッディプレス」や「ブラッディシューター」とともに「ブラッディアクセル」の派生技になっていて、性能はさらに向上している。『RB2』では後述の「ブラッディーアッパーカッター」のような技になっている。
ブラッディアッパーカッター
メガドライブ版『餓狼2』にのみ存在する対空技。
ブラッディサーベル
『餓狼2』および『餓狼SP』、『RBDM』では前方にサーベルを突き刺す。技のリーチがとにかく長く、上手に使うことで、ビリーの「旋風棍」、テリーの「パワーゲイザー」やジョー・ヒガシの「スクリューアッパー」などに対して刃のみを通すテクニックもあり、ローレンスの主軸となる技であった。連続技がシステムとして導入された『餓狼SP』では、弱は通常技の弱攻撃から、強は通常技の強攻撃からキャンセルで出すと連続技になる。また、強で出すと攻撃を出しつつ前進するようになった。『RBS』ではコマンドが3回連続入力に変更され、技の性質も前進しながら連続でサーベルを突き刺すというものに変更された。『RB2』ではマントをジャベリン状にして前方に突き出す技になり、性能もタメ技になったうえに一部のしゃがんでいる相手には当たらないようになった（同作の「ブラッディカッター」と同様に弱体化が施された）。
ブラッディアクセル
『RBS』と『RBDM』で使用する技。この技そのものに攻撃力は無いが、追加コマンドを入力することで色々な技に派生する。また『RBDM』では、垂直に飛び上がる「ブラッディアクセルα」、通常の「ブラッディアクセル」よりさらに遠くに飛ぶ「ブラッディアクセルβ」がある。
ブラッディシューター
「ブラッディアクセル」の派生技。高笑いしながら、空中からサーベルを投げ付ける。ダメージこそ低いが、相手の出した対空技を一方的に潰すことも可能。
ブラッディプレス
「ブラッデイアクセル」の派生技。マントで相手を掴んで投げ飛ばす。間合いがずれると、コマンドの関係上「ブラッディカッター」が暴発する。
ブラッディミキサー
『RB2』でのみ使用する、マントを振り回す技。画面端でヒットさせた場合、一部の通常技に繋ぐことが可能。

### 超必殺技（潜在能力）
ダンシングスラッシュ
メガドライブ版『餓狼2』での超必殺技。サーベルで相手を突きまくる。
ブラッディフラッシュ
『餓狼SP』にて追加された超必殺技。サーベルを勢いよく振り下ろし、目の前で十字に切り裂く。手の部分に食らい判定があり、「バーンナックル」や「箭疾歩」などの突進技に打ち負ける。ガードされても、相手の体力を2回削ることが可能。後の作品では相手を連続で斬り付ける演出に変更された。初出の『餓狼SP』ではその複雑なコマンドが話題となった。
開発陣によれば、最初のバージョンでは「ブラッディフラッシュ」のコマンドが簡単すぎて、画面端で連発すると相手は何もできず、奥ラインに障害物のあるローレンスステージで「こりゃマズいだろう」と考えて、意図的に難しくしたという。
ファイナルデスブラッディ
『RBS』での潜在能力。「オーレィ」を出した後に突進して、食らった相手をマントに包んで連続で切り刻んでから突き刺す。最初の「オーレィ」のモーション中は無敵状態である。
ブラッディシャドー
『RB2』での潜在能力。マントを相手に投げつけて、そのマントの裏で一閃を当てる。

## 担当声優
- 生瀬勝久（『餓狼2』、『餓狼SP』）
- 有田洋之（『RBS』、『RB2』、「NEO･GEO DJ Station」）
- 戸谷公次（アニメ『バトルファイターズ 餓狼伝説』および『餓狼伝説 -THE MOTION PICTURE-』）

## 関連人物
- ヴォルフガング・クラウザー - 主人
- アクセル・ホーク - 元・同僚
- ビリー・カーン - 政敵の送り込んだスパイ
- ギース・ハワード - 政敵にして、主人の異母兄弟